# Dylan Bennett
Dylan Bennett (* 17. September 1984 in Eindhoven) ist ein niederländischer Squashspieler.

## Karriere
Dylan Bennett war von 2003 bis 2012 auf der PSA World Tour aktiv und gewann auf dieser sechs Titel. Im Juni 2007 erreichte er mit Rang 43 seine beste Platzierung in der Weltrangliste. Mit der niederländischen Nationalmannschaft wurde er 2007 Vizeeuropameister hinter England. Mit dieser nahm er 2005, 2007 und 2011 an Weltmeisterschaften sowie an mehreren Europameisterschaften teil. Bei Weltmeisterschaften im Einzel stand er 2008 und 2011 jeweils im Hauptfeld, scheiterte aber beide Male in der ersten Runde. Bei Europameisterschaften war sein bestes Resultat im Einzel das Erreichen des Viertelfinals 2005.

## Erfolge
- Vizeeuropameister mit der Mannschaft: 2007
- Gewonnene PSA-Titel: 6